# Lariel González
Lariel Alfonso González (nacido el 25 de mayo de 1976 en San Cristóbal) es un ex lanzador dominicano que jugó en las Grandes Ligas de Béisbol durante una temporada lanzando para la organización de los Reales de Kansas City. Lanzó en un juego para los Rockies contra los Diamondbacks de Arizona el 22 de septiembre enfrentando a tres batadores.